# Urtenen-Schönbühl
Urtenen-Schönbühl (tot 2001 officieel in het Duits Urtenen; Bernduits: Urtene-Schönbüeu) is een gemeente en plaats in het Zwitserse kanton Bern, en maakt deel uit van het district Bern-Mittelland.
Urtenen-Schönbühl telt 6.084 inwoners.